# Battaglia di Riobamba
La battaglia di Riobamba, o combattimento di Tapi, fu uno scontro militare avvenuto il 21 aprile 1822 nei pressi di Riobamba, in Ecuador, tra le forze separatiste guidate dal generale venezuelano Antonio José de Sucre e forze realiste comandate dal colonnello Nicolás López. Fu una battaglia di cavalleria senza l'uso di armi da fuoco.
Per liberare Quito, Sucre cambiò strategia dopo la sconfitta nella Battaglia di Huachi, iniziando la sua campagna dal sud-est di Guayaquil, da Machala, dove aveva traghettato il suo esercito dal gennaio del 1822. Dopo aver riorganizzato le forze, marciò verso Cuenca  21 febbraio, e non trovando realisti in quella città proseguì con il suo esercito la marcia verso nord mentre la cavalleria lo raggiunse il 21 aprile a Riobamba*.
La battaglia iniziò con una prima carica del capitano argentino Juan Lavalle, che comandava uno squadrone del "Reggimento di Granatieri a cavallo" creato da José de San Martín, composto da 96 uomini. Dopo questa prima audace carica contro la cavalleria realista composta da 400 cavalieri, ne seguì un'altra, sostenuta stavolta anche dall'altro squadrone di cavalleria, i “Dragones de Colombia” y de “Cazadores del Perú” guidati dal Colonnello Ibarra, che portò alla vittoria gli indipendentisti, che entrarono a Riobamba.
Il 23 aprile il generale Sucre renderà merito al coraggioso squadrone di Lavalle, che riceverà da Bolívar il titolo di "Granatieri di Riobamba".